# Remauville
Remauville là một xã ở tỉnh Seine-et-Marne, thuộc vùng Île-de-France ở miền bắc nước Pháp.

## Dân số
The inhabitants được gọi là Remauvillois.
At the census of 1999, xã này có dân số là 368.